# 1998년 한국프로야구
1998년 한국프로야구는 현대 유니콘스가 1번째 우승을 차지했다.
OB 베어스의 마지막 시즌이기도 하며 외국인 선수 제도가 처음 도입됐고 50년 가까이 앞선 일본에서 나타난 외국인(대만 중남미) 선수들의 부정적 측면을 크게 우려하여 프로 원년(1982년)부터 한동안 '용병 사절' 원칙을 고수했으나 아마추어로부터 선수수급이 원활치 못할 때마다 용병 수입론이 거론됐는데 이에 청보 핀토스는 1985년 시즌 후 "스카우트비가 비싼 미국-일본 선수가 안될 경우 연봉이 국내특급선수 수준인 중남미 대만선수 2~3명을 데려와라"는 건의를 KBO에 요청했으며 OB 베어스 빙그레 이글스 MBC 청룡도 호응했지만 삼성 등과 KBO의 반대로 좌절됐다.
1. ↑  조형래 (2022년 1월 3일). “'100만$ 상한제' 한국 외면하는 외국인, 리그 경쟁력 괜찮을까 [KBO 위기 진단②]”. OSEN. 2022년 1월 13일에 확인함.
2. ↑  송채수 (1996년 10월 30일). “프로야구 15년 이것이 문제다 (4) 용병수입 "문호개방"대세속 몸값이 난제”. 경향신문. 2022년 1월 13일에 확인함.
3. ↑  박희송 (1985년 11월 21일). “선수「輸入(수입)개방」강력 주장”. 조선일보. 2022년 1월 13일에 확인함.